# La Planète merveilleuse
 (juillet 2019).
Si vous disposez d'ouvrages ou d'articles de référence ou si vous connaissez des sites web de qualité traitant du thème abordé ici, merci de compléter l'article en donnant les références utiles à sa vérifiabilité et en les liant à la section « Notes et références ».
Albums de Chantal Goya
Le Soulier qui vole
(1980, 1981, 1995, et 2019) Le Mystérieux Voyage de Marie-Rose
(1984)

La Planète Merveilleuse est une comédie musicale pour enfants écrite et mise en scène par Jean-Jacques Debout, produite par Roland Hubert et jouée par Chantal Goya dès 1982, au Palais des Congrès, jusqu'en 1983.

## Argument
L'histoire commence à Paris, alors que Marie-Rose (Chantal Goya) est assise sur la pointe d'un croissant de lune. La lune la dépose sur les toits, et Marie-Rose rencontre les Pierrots de Paris, puis Luciole qui voudrait retourner sur son île aux papillons. Marie-Rose l'emmène en voyage dans un carrosse en forme d'escargot, jusqu'à l'île aux papillons puis à la Planète Merveilleuse où elle rejoignent le Chat Botté au château de Chabord. Aussitôt, un grand bal est organisé en l'honneur de la venue de Marie-Rose.

## Liste des titres de la première version (1982)

### Première Partie
1. Ouverture
2. Le Chien Gabachou et dialogue enfant
3. La Planète Merveilleuse
4. Les Pierrots de Paris
5. Ballet des Pierrots
6. Luciole mon Petit Ephémère
7. Pierrot Gourmand
8. Ballet des Pigeons
9. Molière
10. Ballet des Hirondelles
11. Maman Chanson
12. Les Trois Joyeux Pieds Nickelés
13. C'est Guignol !
14. Bécassine
15. Joyeux château de Moulinsart
16. Comme Tintin
17. Au Revoir Moulinsart
18. Paris, Paris
19. Limonaire et Valse
20. Le Carrosse Escargot

### Deuxième Partie
1. Ouverture
2. Capitaine Perroquet
3. L'Ile aux Papillons
4. Titi Malia
5. Adieu Les Jolis Foulards
6. La Planète Merveilleuse (Reprise)
7. Monsieur Le Chat Botté
8. La Complainte du Pauvre Lion
9. Ballet Préparation de la Fête
10. Bal au château du Chat Botté
11. Arrivée de la Chauve Souris
12. Arrivée de l’Araignée
13. La Planète Merveilleuse
14. La Planète Merveilleuse final
15. Salut Final
16. Au revoir
17. La Planète Merveilleuse

## Liste des titres de la deuxième version (1983)

### Première Partie
1. Ouverture
2. Le Chien Gabachou et dialogue enfant
3. La Planète Merveilleuse
4. Les Pierrots de Paris
5. Luciole mon Petit Ephémère
6. Pierrot Gourmand
7. Ballet Pigeon, Clochard et Moineaux
8. Molière
9. Ballet Hirondelle
10. Mon Pinocchio
11. Les Trois Joyeux Pieds Nickelés
12. Bécassine
13. C'est Guignol !
14. Joyeux Château de Moulinsart
15. Comme Tintin
16. Au Revoir Moulinsart
17. Paris, Paris
18. Limonaire et Valse
19. Le Carrosse Escargot

### Deuxième Partie
1. Ouverture
2. Capitaine Perroquet
3. L'Ile aux Papillons
4. Titi Malia
5. Mecki, le hérisson
6. Babar - Babar
7. Adieu Les Jolis Foulards
8. La Planète Merveilleuse
9. Monsieur Le Chat Botté
10. La Complainte du Lion
11. Ballet : Préparation de la Fête
12. Valse du Chat Botté
13. Valse du Chat Botté, ballet
14. Arrivée de la Chauve Souris
15. Arrivée de l'Araignée
16. La Planète Merveilleuse
17. La Planète Merveilleuse (Final)
18. Salut Final
19. Au Revoir
20. La Planète Merveilleuse

## Liste des titres de la troisième version (2014)

### Première Partie
1. Introduction
2. La Planète Merveilleuse
3. Les Pierrots de Paris
4. Ballet des Pierrots de Paris
5. Luciole mon petit éphémère
6. Pierrot tout blanc
7. Molière
8. Maman Chanson
9. Les trois joyeux Pieds Nickelés
10. C'est Guignol
11. Pandi Panda
12. Bécassine
13. Un lapin
14. C'est la marche des poulbots
15. Le Carrosse Escargot

### Deuxième Partie
1. Le Capitaine Perroquet
2. L'île aux papillons
3. Titi Malia
4. La Planète Merveilleuse
5. Monsieur le Chat Botté
6. Ballet des petits pâtissiers
7. Ce soir je vais danser
8. La complainte du pauvre lion
9. Polichinelle
10. Ballet des tambourins vénitiens
11. Au Revoir
12. Merci merci à vous mes amis

## Autour du spectacle
- Les premières représentations ont eu lieu à Paris, au Palais des congrès, du 29 octobre 1982 au 10 janvier 1983. Le spectacle est ensuite parti en tournée avant de revenir à Paris.
- Le Liste des titres du spectacle s'est vu légèrement modifié en 1983. Ainsi, des morceaux de l'album Babar sorti en 1983 ont été intégrés au spectacle :  Mon Pinocchio dans la première partie et Babar et Mecki le hérisson dans la deuxième.
- Tout un tableau du spectacle est consacré à l'univers de Tintin avec l'accord d'Hergé. La chanson Joyeux Château de Moulinsart a même été créée pour le spectacle. Ce tableau a été supprimé du spectacle commercialisé en cassette vidéo ainsi que du double 33 tours enregistré en public.
- Une version remaniée et allégée en décors est présentée en 2014 et captée au Palais des Congrès de Paris les 25 et 26 janvier. Toute la partie avec Tintin et ses compagnons est abandonnée. De même, des tableaux ou ballets sont supprimés et laissent la place à une succession de chansons autour de personnages tels que Pandi-Panda, le lapin...

## Supports
Le spectacle a été commercialisé sous plusieurs formes audio et vidéo :

### Audio
- La Planète merveilleuse... en public : double vinyle 33 tours et cassette audio longue durée édités par RCA en 1983.
- La Planète merveilleuse : réédition CD en 2013 de l'enregistrement public original dans une version tronquée. Ballet de préparation de la fête et Paris Paris sont supprimés. Le Ballet du château du Chat Botté est écourté et remplacé par le tableau Venise du Mystérieux voyage de Marie-Rose (Polichinelle et Ballet des tambourins vénitiens). Deux nouvelles chansons sont ajoutées : C'est la marche des poulbots et Merci merci à vous mes amis. Le livre disque est sorti le 11 novembre 2013.

### Vidéo
En VHS : 
- La Planète merveilleuse a été édité en VHS à trois reprises : en 1984 par GCR Distribution, en 1991 par Sony Music Vidéo et en 1995 par René Château Vidéo.

En DVD :
- Chantal Goya Ses 3 plus beaux spectacles : Coffret 3 DVD incluant La Planète merveilleuse édité par Sony BMG Music Entertainement / Productions Sterne. Le coffret a été commercialisé le 17 novembre 2008.
- La Planète merveilleuse : DVD simple édité par Sony BMG Music Entertainement / Productions Sterne. Le DVD a été commercialisé le 30 mars 2009.
- Coffret Collector 3 DVD : Coffret incluant 3 dvd dont le spectacle La Planète merveilleuse édité par Sony BMG Music Entertainement / Productions Sterne. Le coffret a été commercialisé le 26 octobre 2009.
- La version 2014 du spectacle a été commercialisée en deux temps : au printemps 2014 sur la boutique officielle du site internet de Chantal Goya. La deuxième sortie a eu lieu le 3 décembre 2014 chez TF1 vidéo. Le spectacle est aussi disponible en VOD.

### Livre
- Un album illustré racontant l'histoire du spectacle est sorti aux éditions Fernand Nathan en 1982.